# Wiktor Petrowitsch Poljanitschko
Wiktor Petrowitsch Poljanitschko (russisch Виктор Петрович Поляничко; geboren am 9. März 1937 in Rostow am Don; gestorben am 1. August 1993 in Tarskoje, Nordossetien-Alanien, Russische Föderation) war ein sowjetischer bzw. russischer Politiker, Diplomat und Mitglied im Volksdeputiertenkongress.

## Leben
Anfang der Sechzigerjahre war Poljanitschko Erster Sekretär des städtischen Komsomol-Komitees in der sibirischen Stadt Orsk und war in den Jahren 1965 bis 1971 Erster Sekretär des Regionalkomitees in der Oblast Tscheljabinsk. Dem schloss sich eine Tätigkeit als Sekretär des Parteikomitees der Oblast Orenburg an. Seit 1978 fungierte er als Leiter der Abteilung Propaganda im Zentralkomitee der KPdSU, was er bis 1985 blieb. In den Jahren 1985 bis 1988 arbeite Poljanitschko als Berater beim Politbüro des ZK der DVAP für die afghanischen Präsidenten Babrak Karmal und Mohammed Nadschibullāh, ehe er 1988 zum stellvertretenden Sekretär der aserbaidschanischen KP ernannt wurde. In dieser Funktion stand Poljanitschko seit Januar 1990 dem Organisationskomitee vor, das die Aufgabe hatte, die möglichst schnelle Wiedereingliederung der Autonomen Oblast Bergkarabach in die Aserbaidschanische SSR zu vollziehen, nachdem die Oblast Bergkarabach seit 1988 unter der Direktverwaltung Moskaus gestanden hatte. Bei diesem Vorhaben kam es zu zahlreichen Menschenrechtsverletzungen gegenüber der armenischen Bevölkerung.
In den Jahren von 1990 bis 1991 war er Mitglied des ZK der KPdSU und unterstützte den August-Putsch. Poljanitschko wurde im August 1993 in Nordossetien bei einem Anschlag ermordet und auf dem Moskauer Nowodewitschi-Friedhof beigesetzt.

## Auszeichnungen
Poljanitschko erhielt verschiedene Auszeichnungen, wie den Orden der Völkerfreundschaft oder den Orden des Roten Banners der Arbeit.